# Patrik Berger
Patrick Berger (Prága, 1973. október 10.) cseh labdarúgó, Európa-bajnoki ezüstérmes.

## Karrierje

### Prága, Dortmund
Berger Prágában, Csehszlovákia fővárosában született. Itt is kezdett játszani. Ifiként a Sparta játékosa volt, első felnőtt szerződését viszont a Slaviával írta alá. Miután stabil kezdő lett, meghívást kapott a ma már nem létező csehszlovák válogatottba, majd a cseh csapatban is játszott.
1995-ben, fél millió euróért igazolta le őt a Borussia Dortmund. Itt keveset játszott, amikor pedig pályára lépett, az edző, Ottmar Hitzfeld leginkább védekező középpályás poszton szerepeltette.

### Liverpool
Az 1996-os Eb után, melyet Angliában rendeztek, a Liverpool FC mind őt, mind Karel Poborskyt szerette volna leigazolni. Poborsky végül a nagy rivális Manchester United játékosa lett. Az átigazolás díja végül valamivel több, mint 3 millió font volt.
Berger tehát feleségével és két gyerekével együtt Liverpoolba költözött, és a klub két korábbi sztárja, Kenny Dalglish és Alan Hansen közelében telepedett le. Első meccsét csereként játszotta, a Wolverhampton ellen. Bár legtöbbször csereként számítottak rá, az első négy forduló után öt góllal állt, mivel a KEK-ben is betalált, a MYPA ellen. Októberben a hónap legjobbja lett.
Második szezonjában is leginkább csereként szerepelt, ennek ellenére a Chelsea FC ellen mesterhármast szerzett. Tavasszal összeveszett edzőjével, Roy Evansszel, ám a segédedző, Gérard Houllier színre lépésével a helyzet megoldódott.
Houllier regnálásának első évében Berger kezdő volt, ebben az évben kilenc gólt szerzett. 2000 novemberében súlyosan megsérült, és emiatt kihagyni kényszerült a 2000-01-es szezon nagy részét. Márciusban tért vissza, így játszhatott az UEFA-kupa és az FA-kupa döntőin is. Utóbbin gólpasszt adott Michael Owennek, aki így győztes gólt szerzett az Arsenal ellen.
2001 és 2003 között már nem tudott teljes szezonokat végigjátszani, számtalan alkalommal volt sérült. A 2002-03-as idényben, utolsó liverpooli szezonjában például mindössze két meccsen játszott.

### Portsmouth
A Portsmouth FC ingyen szerződtette, mivel a Liverpoolnál lejárt a szerződése. Itt a bajnokság nyitómeccsén, későbbi csapata, az Aston Villa ellen játszott először. A második gól az ő nevéhez fűződött. 2004 februárjában ismét kés alá feküdt, ám ezután ismét jó formában játszott. A Portsmouth ennek ellenére nem hosszabbított szerződést vele, így az Aston Villához igazolt.

### Aston Villa
Berger Aston Villás karrierje a sok sérülés miatt igencsak rövidre sikerült. Mivel első két szezonjában csak 21 meccsen szerepelt, 2006 telén kölcsönadták az akkor a másodosztályban játszó Stoke-nak, azért, hogy visszanyerje erőnlétét.
2007 nyarán egy évvel meghosszabbította lejáró szerződését. A szezon végeztével ezt már nem hosszabbította meg, így a birminghami csapatnál végül 29 mérkőzésen lépett pályára, ezeken két gólt szerzett.

### Hazatérés
2008 nyarán Berger hazatért, kétéves szerződést írt alá a Sparta Prahával. 2010. január 6-án, krónikus térdfájdalmai miatt, bejelentette visszavonulását.

### A válogatottban
Berger 1993-ban, egy Ciprus elleni vb-selejtezőn. Játszott az 1996-os Eb-n, ahol a csehek az ő tizenegyesből szerzett góljával jutottak vezetéshez. A 2000-es Eb-n is szerepelt, egy mérkőzésen.
Érdekesség, hogy két meccs erejéig még a csehszlovák válogatottban is játszott.

## Karrierje statisztikái
| Teljesítmény klubjában | Teljesítmény klubjában | Teljesítmény klubjában | Bajnokság | Bajnokság | Kupa               | Kupa               | Ligakupa           | Ligakupa           | Nemzetközi | Nemzetközi | Összesen | Összesen |
| Szezon                 | Klub                   | Bajnokság              | Mérk.     | Gól       | Mérk.              | Gól                | Mérk.              | Gól                | Mérk.      | Gól        | Mérk.    | Gól      |
| Csehszlovákia          | Csehszlovákia          | Csehszlovákia          | Bajnokság | Bajnokság | Kupa               | Kupa               | Ligakupa           | Ligakupa           | Nemzetközi | Nemzetközi | Összesen | Összesen |
| ---------------------- | ---------------------- | ---------------------- | --------- | --------- | ------------------ | ------------------ | ------------------ | ------------------ | ---------- | ---------- | -------- | -------- |
| 1991–92                | SK Slavia Praha        | Csehszlovák bajnokság  | 20        | 3         | —                  | —                  | —                  | —                  | —          | —          | 20       | 3        |
| 1992–93                | SK Slavia Praha        | Csehszlovák bajnokság  | 29        | 10        | —                  | —                  | —                  | —                  | 2          | 0          | 31       | 10       |
| Csehország             | Csehország             | Csehország             | Bajnokság | Bajnokság | Cseh labdarúgókupa | Cseh labdarúgókupa | Ligakupa           | Ligakupa           | Európa     | Európa     | Összesen | Összesen |
| 1993–94                | SK Slavia Praha        | Gambrinus liga         | 12        | 4         | —                  | —                  | —                  | —                  | 2          | 1          | 14       | 5        |
| 1994–95                | SK Slavia Praha        | Gambrinus liga         | 29        | 7         | —                  | —                  | —                  | —                  | 4          | 1          | 33       | 8        |
| Németország            | Németország            | Németország            | Bajnokság | Bajnokság | DFB-Pokal          | DFB-Pokal          | Premiere Ligapokal | Premiere Ligapokal | Európa     | Európa     | Összesen | Összesen |
| 1995–96                | Borussia Dortmund      | Bundesliga             | 25        | 4         | —                  | —                  | —                  | —                  | 2          | 0          | 27       | 4        |
| Anglia                 | Anglia                 | Anglia                 | Bajnokság | Bajnokság | FA-kupa            | FA-kupa            | League Cup         | League Cup         | Európa     | Európa     | Összesen | Összesen |
| 1996–97                | Liverpool FC           | Premier League         | 23        | 6         | 2                  | 0                  | 3                  | 1                  | 6          | 2          | 34       | 9        |
| 1997–98                | Liverpool FC           | Premier League         | 22        | 3         | 1                  | 0                  | 2                  | 1                  | 2          | 0          | 27       | 4        |
| 1998–99                | Liverpool FC           | Premier League         | 32        | 7         | 2                  | 0                  | 1                  | 0                  | 6          | 2          | 41       | 9        |
| 1999–2000              | Liverpool FC           | Premier League         | 34        | 9         | 1                  | 0                  | 2                  | 0                  | —          | —          | 37       | 9        |
| 2000–01                | Liverpool FC           | Premier League         | 14        | 2         | 1                  | 0                  | 1                  | 0                  | 5          | 0          | 21       | 2        |
| 2001–02                | Liverpool FC           | Premier League         | 21        | 1         | 1                  | 0                  | —                  | —                  | 8          | 0          | 30       | 1        |
| 2002–03                | Liverpool FC           | Premier League         | 2         | 0         | —                  | —                  | 1                  | 1                  | 1          | 0          | 4        | 1        |
| 2003–04                | Portsmouth FC          | Premier League         | 20        | 5         | 1                  | 0                  | 2                  | 0                  | —          | —          | 23       | 5        |
| 2004–05                | Portsmouth FC          | Premier League         | 32        | 3         | 2                  | 0                  | 3                  | 0                  | —          | —          | 37       | 3        |
| 2005–06                | Aston Villa FC         | Premier League         | 8         | 0         | —                  | —                  | 1                  | 0                  | —          | —          | 9        | 0        |
| 2006–07                | Aston Villa FC         | Premier League         | 13        | 2         | —                  | —                  | 1                  | 0                  | —          | —          | 14       | 2        |
| 2006–07                | Stoke City FC          | Championship           | 7         | 0         | —                  | —                  | —                  | —                  | —          | —          | 7        | 0        |
| 2007–08                | Aston Villa FC         | Premier League         | 8         | 0         | —                  | —                  | 1                  | 0                  | —          | —          | 9        | 0        |
| Csehország             | Csehország             | Csehország             | Bajnokság | Bajnokság | Cseh labdarúgókupa | Cseh labdarúgókupa | Ligakupa           | Ligakupa           | Európa     | Európa     | Összesen | Összesen |
| 2008–09                | AC Sparta Praha        | Gambrinus liga         | 21        | 6         | 4                  | 2                  | —                  | —                  | 4          | 0          | 29       | 8        |
| 2009–10                | AC Sparta Praha        | Gambrinus liga         | 2         | 0         | —                  | —                  | —                  | —                  | —          | —          | 2        | 0        |
| Összesen               | Csehszlovákia          | Csehszlovákia          | 49        | 13        | —                  | —                  | —                  | —                  | 2          | 0          | 51       | 13       |
| Összesen               | Csehország             | Csehország             | 64        | 17        | 4                  | 2                  | —                  | —                  | 10         | 2          | 78       | 21       |
| Összesen               | Németország            | Németország            | 25        | 4         | —                  | —                  | —                  | —                  | 2          | 0          | 27       | 4        |
| Összesen               | Anglia                 | Anglia                 | 236       | 38        | 11                 | 0                  | 18                 | 3                  | 28         | 4          | 293      | 45       |
| Karrierje összesen     | Karrierje összesen     | Karrierje összesen     | 374       | 72        | 15                 | 2                  | 18                 | 3                  | 42         | 6          | 449      | 83       |

## Sikerei, díjai
- Borussia Dortmund:
  - Bajnok: 1995-96
  - Szuperkupa-győztes: 1995
- Liverpool FC:
  - UEFA-kupa-győztes: 2000-01
  - UEFA-szuperkupa-győztes: 2001
  - Kupagyőztes: 2000-01
  - Ligakupa-győztes: 2001, 2003
  - Szuperkupa-győztes: 2001